# Río Severn (Reino Unido)
El río Severn (en galés: Afon Hafren, en latín: Sabrina) es el río más largo de Gran Bretaña, con 354 kilómetros de longitud.

## Descripción
El Severn fluye fundamentalmente en el territorio de Gales, aunque es el límite natural en buena parte de su recorrido con su vecina Inglaterra, sin llegar a adentrarse en esa nación constituyente.  El río nace a 610 m s. n. m. en la colina galesa de Plynlimon, en el condado de Ceredigion. Pasa por cuatro villas del condado vecino de Powys: Llanidloes, Caersws, Newtown y Welshpool antes de entrar en Inglaterra. En un corto espacio, el Severn marca la frontera entre Gales y el condado inglés de Shropshire.
Discurre por la capital de Shropshire, Shrewsbury, y a continuación por la villa de Telford, donde se encuentra el primer puente de hierro sobre el mismo, el Ironbridge. Más al sur el Severn entra en la villa de Bridgnorth antes de entrar al condado de Worcestershire. En el norte de Worcestershire la villa de Stourport on Severn lleva su nombre. Después de Stourport el río pasa por la capital del condado, Worcester, y le da su nombre a la pequeña villa de Upton on Severn. Cuando entra el condado de Gloucestershire, la villa de Tewkesbury queda a su lado, y más tarde su capital Gloucester. El Severn desemboca en el canal de Bristol a través de su estuario en el suroeste de Inglaterra. El quinto río más largo del Reino Unido, el río Wye, desagua por la derecha en la boca del estuario del Severn, así como también lo hace el río Usk y, por la ribera izquierda, lo hace el río Avon (Avon de Bristol).
Su principal afluente es el río Avon, el decimocuarto río más largo del Reino Unido.

## Tributarios
Los principales afluentes del río Severn son los siguientes  (ordenados):
- río Vyrnwy, por la izquierda, con una longitud de 64 km que discurre por Gales e Inglaterra;
- río Tern, por la izquierda, de 48 km y que discurre por Inglaterra;
- río Teme, por la derecha, de 130 km y que discurre por Gales e Inglaterra;
- río Avon, por la izquierda, de 136 km y que discurre por Inglaterra.